# Anna Noguera Raja
Anna Noguera Raja   (Igualada, 1992) és una esportista catalana que competeix en triatló. Va guanyar una medalla de bronze al Campionat del Món de Triatló de Llarga Distància de 2019 a Pontevedra.
Amb anterioritat, el 2017 va ser doble campiona d'Espanya en Llarga Distància i Mitja Distància, i el 2019 va guanyar el duatló d'Aup d'Uès i va aconseguir el segon lloc a l'Ironman 70.3 de Cascais.